# دان مورغينسترن
دان مورغينسترن (بالإنجليزية: Dan Morgenstern)‏ (و. 1929  م) هو كاتب، وناقد موسيقي، وصحفي من الولايات المتحدة، والنمسا، ولد في ميونخ.

## التعليم
تعلم في جامعة برانديز.

## روابط خارجية
- دان مورغينسترن على موقع IMDb (الإنجليزية)
- دان مورغينسترن على موقع ميوزك برينز (الإنجليزية)
- دان مورغينسترن على موقع ديسكوغز (الإنجليزية)